# Mycomya chemodanensis
Mycomya chemodanensis är en tvåvingeart som beskrevs av Maximova 2001. Mycomya chemodanensis ingår i släktet Mycomya och familjen svampmyggor. Inga underarter finns listade i Catalogue of Life.